# 梅尔·温宁厄姆
瑪莉·溫寧漢（英語：Mare Winningham，1959年5月16日—），美國女演員。曾獲得黄金時段艾美獎迷你影集／電視電影最佳女配角。